# Ourapteryx
Ourapteryx is een geslacht van vlinders uit de familie van de spanners (Geometridae).

## Soorten
- Ourapteryx adonidaria Oberthür, 1911
- Ourapteryx astrigera Inoue, 1993
- Ourapteryx caecata (Bastelberger, 1911)
- Ourapteryx changi Inoue, 1985
- Ourapteryx citrinata Prout, 1915
- Ourapteryx clara Matsumura, 1910
- Ourapteryx claretta Holloway, 1982
- Ourapteryx consociata Inoue, 1993
- Ourapteryx contronivea Inoue, 1993
- Ourapteryx convergens Warren, 1897
- Ourapteryx diluculum Prout
- Ourapteryx diminuta Inoue, 1993
- Ourapteryx ebuleata Guenée, 1858
- Ourapteryx excellens Butler, 1889
- Ourapteryx falciformis Inoue, 1993
- Ourapteryx flavovirens Inoue, 1985
- Ourapteryx fulvinervis (Warren, 1894)
- Ourapteryx incaudata Warren, 1897
- Ourapteryx infuscataria Boisduval, 1832
- Ourapteryx inspersa Wileman, 1912
- Ourapteryx japonica Inoue, 1993
- Ourapteryx javana Thierry-Mieg, 1903
- Ourapteryx karsholti Inoue, 1993
- Ourapteryx kernaria Oberthür, 1893
- Ourapteryx koreana Inoue, 1993
- Ourapteryx latimarginaria Leech, 1897
- Ourapteryx leucopteron Inoue, 1995
- Ourapteryx maculicaudaria (Motschulsky, 1866)
- Ourapteryx malatyensis Wehrli, 1936
- Ourapteryx margaritata Moore, 1868
- Ourapteryx marginata Hampson, 1895
- Ourapteryx modesta Warren, 1896
- Ourapteryx monticola Inoue, 1985
- Ourapteryx multistrigaria Walker, 1866
- Ourapteryx nigrifimbria Prout, 1928
- Ourapteryx nigrociliaris Inoue, 1985
- Ourapteryx nivea Butler, 1883
- Ourapteryx nomurai Inoue, 1946
- Ourapteryx obtusicauda (Warren, 1894)
- Ourapteryx pallidula Inoue, 1985
- Ourapteryx pallistrigaria Stüning, 1994
- Ourapteryx parallelaria (Leech, 1891)
- Ourapteryx peermaadiata Thierry-Mieg, 1903
- Ourapteryx persica (Ménétriés, 1832)
- Ourapteryx picticaudata (Walker, 1860)
- Ourapteryx pluristrigata Warren, 1888
- Ourapteryx podaliriata (Guenée, 1857)
- Ourapteryx primularis Butler, 1886
- Ourapteryx pseudebuleata Inoue, 1995
- Ourapteryx puncticulosa Inoue & Stüning, 1995
- Ourapteryx pura (Swinhoe, 1902)
- Ourapteryx purissima Thierry-Meig, 1905
- Ourapteryx ramosa (Wileman, 1910)
- Ourapteryx rhabota West, 1929
- Ourapteryx sambucaria (Linnaeus, 1758)
- Ourapteryx sciticaudaria Walker, 1862
- Ourapteryx similaria (Matsumura, 1910)
- Ourapteryx sinata Wehrli, 1940
- Ourapteryx stueningi Inoue, 1993
- Ourapteryx subvirgatula Wehrli, 1936
- Ourapteryx taiwana Wileman, 1910
- Ourapteryx thibetaria Bastelberger, 1911
- Ourapteryx triangularia Moore, 1867
- Ourapteryx ussurica Inoue, 1993
- Ourapteryx variolaria Inoue, 1985
- Ourapteryx venusta Inoue, 1985
- Ourapteryx versuta Prout, 1928
- Ourapteryx yerburii Matsumura, 1910